# James Winchester (général)
Pour les articles homonymes, voir Winchester.
James Winchester (6 février 1752 – 27 juillet 1826) est un pionnier et militaire américain qui participa à la guerre d'indépendance des États-Unis et à la guerre anglo-américaine de 1812.